# Gradna
Gradna is een plaats in de gemeente Samobor in de Kroatische provincie Zagreb. De plaats telt 432 inwoners (2001).